# Hînoci, Volodîmîreț
Hînoci (în ucraineană Хиночі) este localitatea de reședință a comunei Hînoci din raionul Volodîmîreț, regiunea Rivne, Ucraina.

## Demografie
Componența lingvistică a localității Hînoci
     Ucraineană (99,9%)
     Alte limbi (0,1%)
Conform recensământului din 2001, majoritatea populației localității Hînoci era vorbitoare de ucraineană (99,9%), existând în minoritate și vorbitori de alte limbi.